# بایداهوچی (آریزونا)
بایداهوچی (به انگلیسی: Bidahochi) یک منطقهٔ مسکونی در ایالات متحده آمریکا است که در شهرستان ناواهو، آریزونا واقع شده‌است. بایداهوچی ۱٬۷۵۵ متر بالاتر از سطح دریا واقع شده‌است.